# Carlos Rúa
Carlos Rúa (Barranquilla, Atlántico, Colombia; 21 de mayo de 1992) es un futbolista colombiano. Juega como volante ofensivo.

## Trayectoria
Carlos dio sus primeros pasos en el Deportivo Cali, a la edad de 15 años.
En 2012 llega a Letonia para jugar con el FK Spartaks Jūrmala jugando en 15 oportunidades. En el mismo año es fichado por el FC Salyut Belgorod de Rusia con el cual hace 13 apariciones. 
En 2013 pasa a jugar al PFC Spartak de Nalchik equipo con el cual marcaría su primer gol como profesional.
En 2014 vuelve a Colombia para jugar con el Llaneros F. C. de la  Categoría Primera B.

## Clubes
| Club             | País     | Año         |
| ---------------- | -------- | ----------- |
| Spartaks Jūrmala | Letonia  | 2011 - 2012 |
| Salyut Belgorod  | Rusia    | 2012        |
| Spartak Nalchik  | Rusia    | 2013        |
| Llaneros         | Colombia | 2014 - 2015 |
| Tigres           | Colombia | 2017        |
| Deportivo Pasto  | Colombia | 2018        |
| Plaza Amador     | Panamá   | 2019        |
| Llaneros         | Colombia | 2020        |